# Takayasu Akira
Takayasu Akira (髙安 晃, né le 28 février 1990 à Tsuchiura, Japon) est un Japonais lutteur de sumo. Il a fait ses débuts professionnels en 2005, et a atteint la division makuuchi en 2011, le premier lutteur né à l'époque Heisei à le faire. Son plus haut rang a été ōzeki. Il a été finaliste dans un tournoi et a gagné neuf prix spéciaux (三賞, sanshō, lit. « trois prix ») : quatre pour esprit combatif, trois pour performance exceptionnelle et deux pour sa technique. Il a remporté quatre médailles d'or après avoir vaincu un yokozuna.

## Jeunesse et débuts du sumo
Takayasu est né et a grandi à Tsuchiura (土浦市, Tsuchiura-shi), une ville située dans la préfecture d'Ibaraki, au Japon, auprès d'un père japonais et d'une mère des îles Philippines.
Il était un receveur de son équipe de baseball junior et s'attendait aussi à jouer pour son club de lycée, mais son père l'a encouragé à pratiquer le sumo, ayant remarqué sa ressemblance physique avec ses camarades originaires de la préfecture d'Ibaraki.Grâce à la recommandation de son père, il rejoignit l'écurie Naruto de Kisenosato, maintenant l'écurie Tagonoura, après l'obtention de son diplôme de fin d'études secondaires.

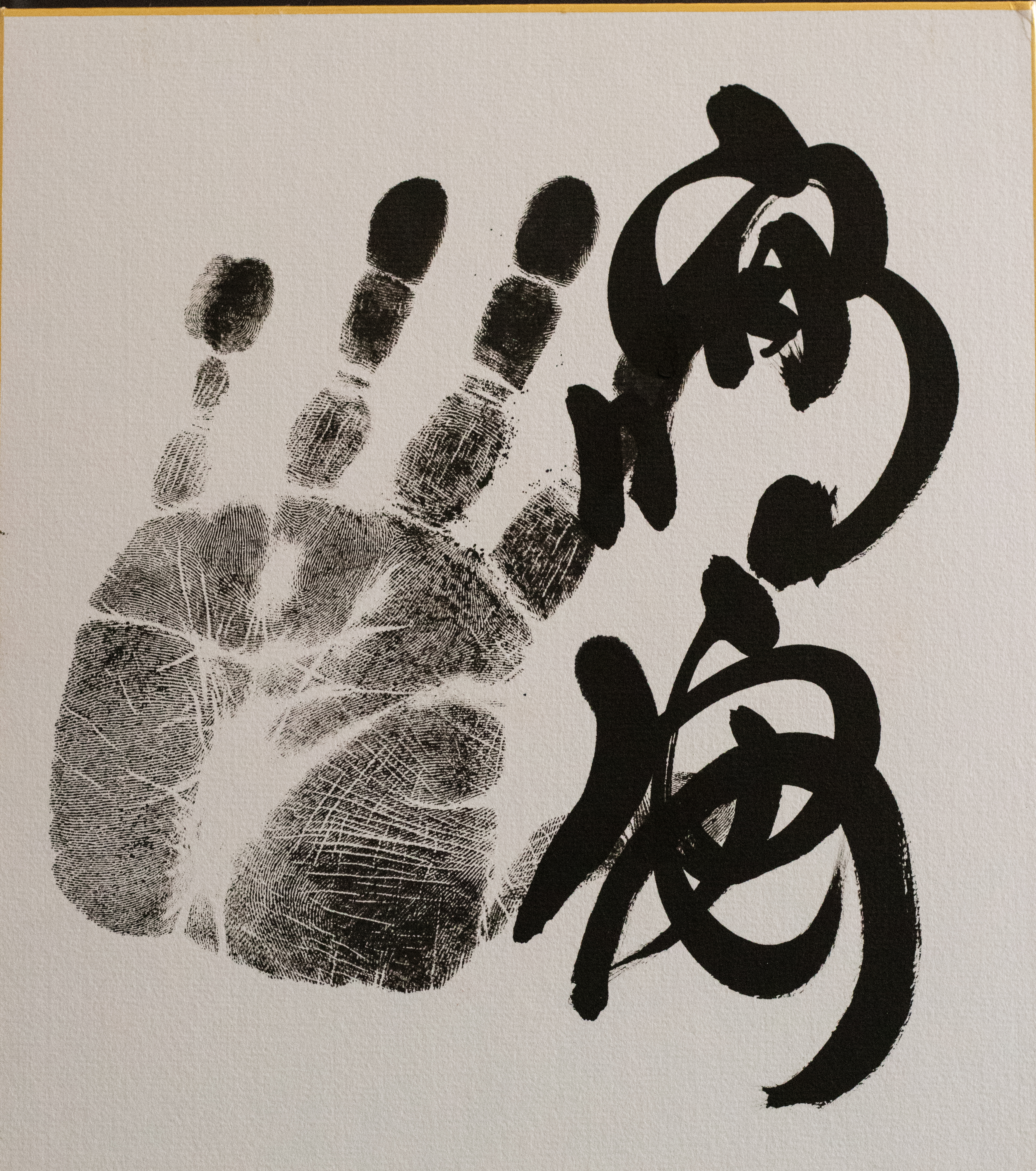
Tegata originale de Takayasu

## Carrière makuuchi

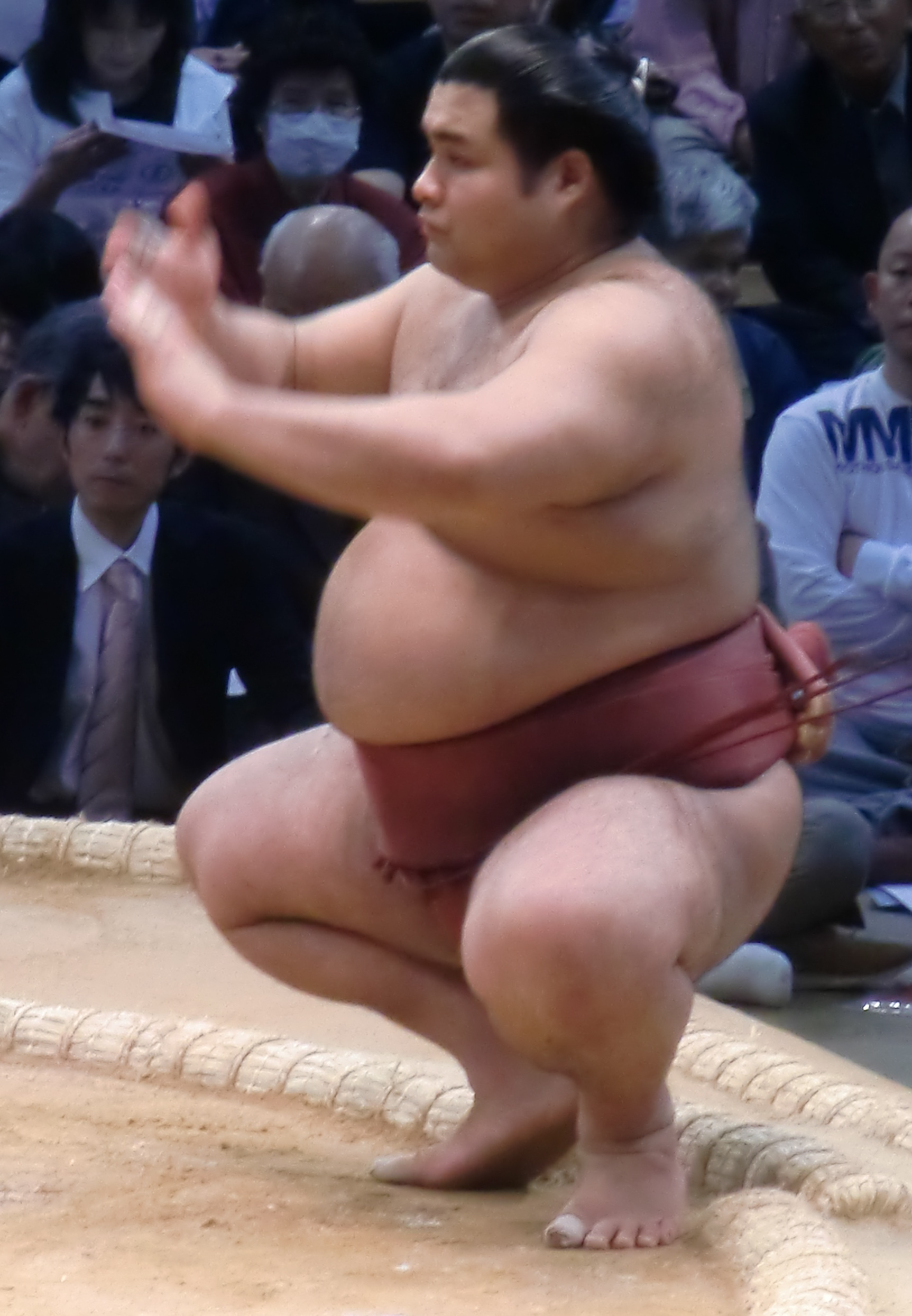
Takayasu in November 2011.

Après deux plus belles performances en jūryō Takayasu a été promu dans la première division makuuchi (幕内) du système de classement des lutteurs de sumo, en juillet 2011. Son premier record de 9-6 lui avait valu un classement au rang de maegashira de niveau 6. Son classement au rang de maegashira est toujours confirmé en 2017.
Après avoir remporté 34 victoires dans les trois tournois de janvier à mai 2017, il a été officiellement promu ōzeki le 31 mai 2017,
Après sa défaite au tournoi de Fukuoka de novembre 2019 où il était kadoban, il perd son rang d’ōzeki qu'il n'a pas retrouvé. Il termine second au tournoi de mars 2025 après s'être incliné face à l'ōzeki Ōnosato Daiki qu'il avait pourtant vaincu plus tôt, au cours du même tournoi. Il s'est également distingué en s'imposant face au yokozuna Hōshōryū Tomokatsu.

## Style de combat
Takayasu est un spécialiste du oshi-sumo, préférant pousser et pousser des techniques (tsuki / oshi) pour se battre sur mawashi de l'adversaire. Ses plus populaires gagnants de kimarite jusqu'à présent dans sa carrière sont yori-kiri (forcer),  ataki-komi (slap down) et oshi-dashi (pousser dehors). Il a renforcé son physique et ses techniques de poussée grâce à des séances d'entraînement intenses avec son principal professeur, Kisenosato.